# Condado de Montour
O Condado de Montour é um dos 67 condados do Estado americano da Pensilvânia. A sede do condado é Danville, e sua maior cidade é Danville. O condado possui uma área de 343 km²(dos quais 4 km² estão cobertos por água), uma população de 18 236 habitantes, e uma densidade populacional de 54 hab/km² (segundo o censo nacional de 2000). O condado foi fundado em 3 de maio de 1820.